# Unona lucens
Unona lucens là loài thực vật có hoa thuộc họ Na. Loài này được (Baker) Drake miêu tả khoa học đầu tiên năm 1902.